# Chromatomyia omphalivora
Chromatomyia omphalivora är en tvåvingeart som beskrevs av Mitsuhiro Sasakawa 1993. Chromatomyia omphalivora ingår i släktet Chromatomyia och familjen minerarflugor. Inga underarter finns listade i Catalogue of Life.